# Happy (canción de Michael Jackson)
Happy (Feliz) es una canción de Michael Jackson, que es un tema de la película Lady Sings the Blues de 1972 acerca de la cantante de jazz Billie Holiday. La canción figura en el álbum de Michael Jackson "Music And Me" de 1973. El único sencillo de este álbum fue "With a Child's Heart", con lo que Happy, no se lanzó como sencillo. La canción también figura en los recopilatorios de The Best of Michael Jackson de 1975, y en el de Anthology (Michael Jackson) de 1986.
La canción es una balada romántica de amor, que se puede enmarcar dentro del género soul y Bubblegum pop, y fue escrita por Michel Legrand y Smokey Robinson. En la canción, Michael Jackson con tan sólo 13 años, muestra su talento con una gran voz.
- Datos: Q49638